# Hnilák
Hnilák (Monotropa) je poměrně malý rod vytrvalých bylin řazených dříve do čeledi hnilákovité (Monotropaceae), dnes obvykle do čeledi vřesovcovité (Ericaceae). Vyskytují se roztroušeně v mírném pásmu severní polokoule.
Na rozdíl od běžných vyšších rostlin neobsahují chlorofyl, jsou to mykoheterotrofové, vázaní paraziticky svou výživou na vlákna hub. To také znamená, že nefotosyntetizují a jsou schopní žít i v tmavém prostředí, například v bylinném patře tmavých lesů.

## Zástupci
Rozlišují se 2–3 druhy:
- hnilák smrkový (Monotropa hypopitys)
- hnilák jednokvětý[3] (Monotropa uniflora)
- hnilák lysý (Monotropa hypophegea), někdy považovaný za poddruh hniláka smrkového (Monotropa hypopitys ssp. hypophegea (Wallr.) Holmboe)[4]